# Renault Mégane
Renault Mégane je osobní automobil nižší střední třídy vyráběný francouzskou automobilkou Renault od roku 1995 do současnosti. Mégane je nástupcem vozů Renault 19 a v současné době čítá řada těchto vozů čtyři generace. Název Mégane (francouzské ženské jméno) pochází z velmi odlišného prototypu představeného v roce 1988.

## První generace

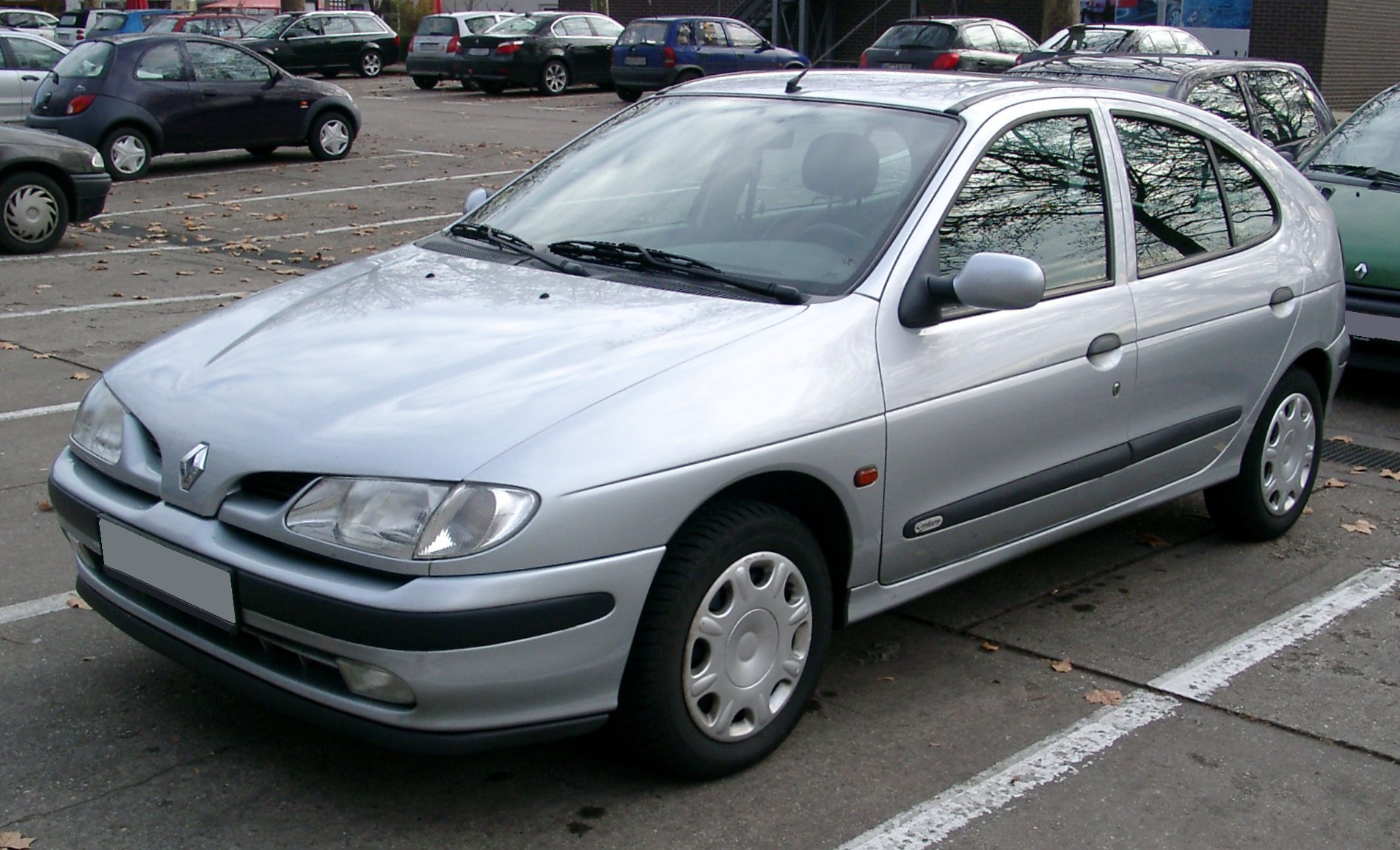
Renault Mégane I, přední část

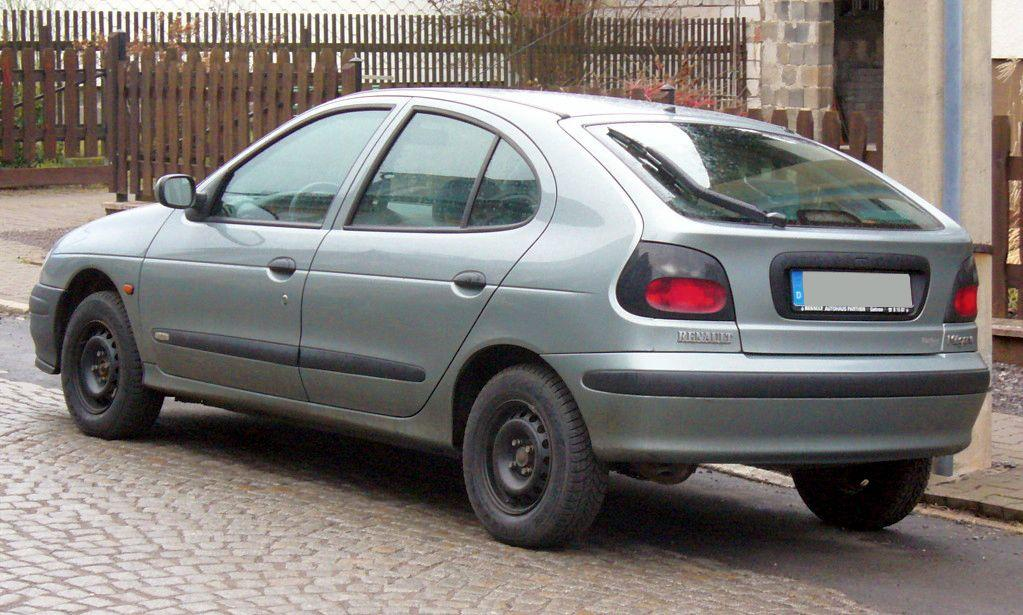
Renault Mégane I, zadní část hatchbacku

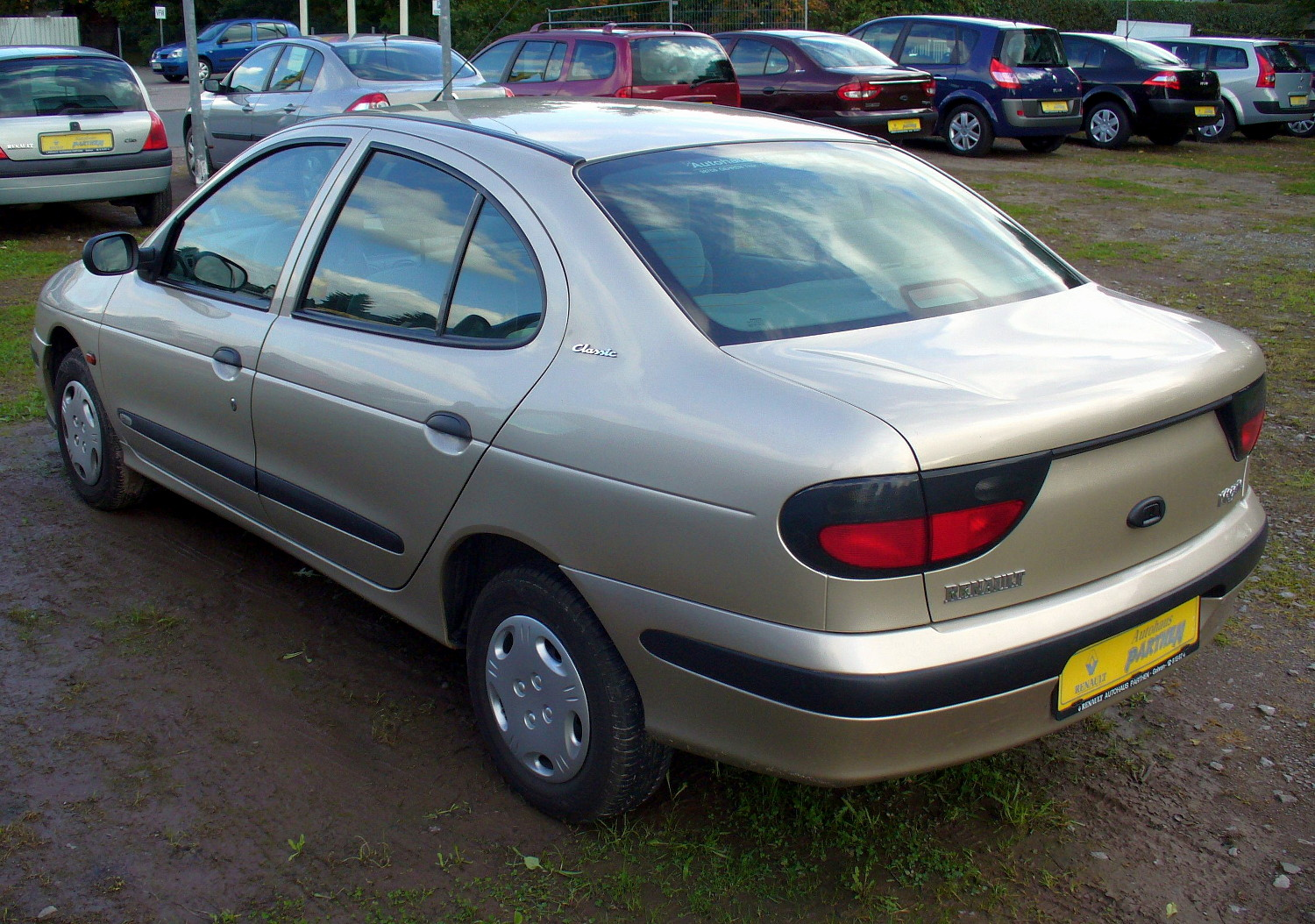
Renault Mégane I, zadní část sedanu

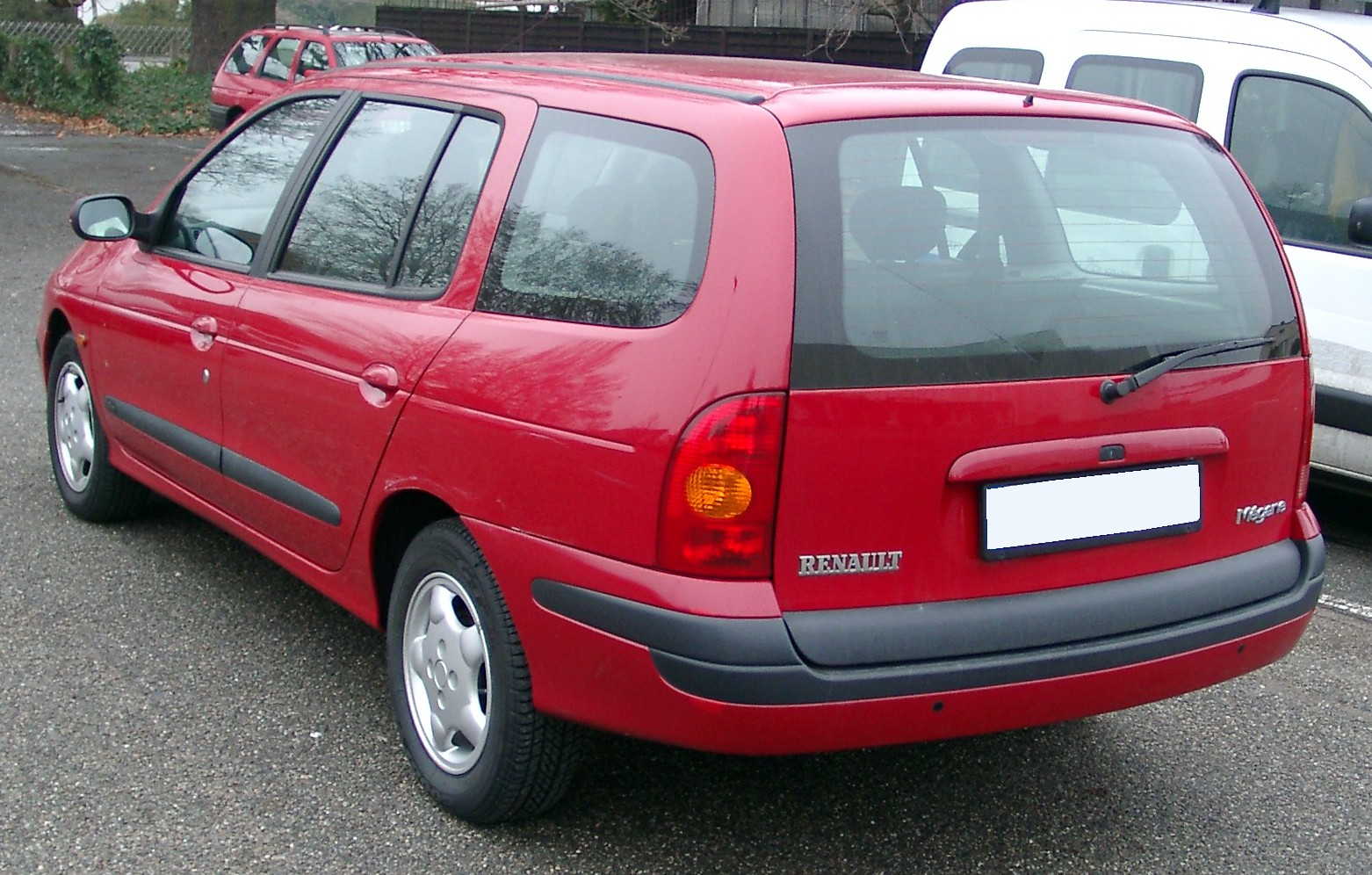
Renault Mégane I, zadní část kombi

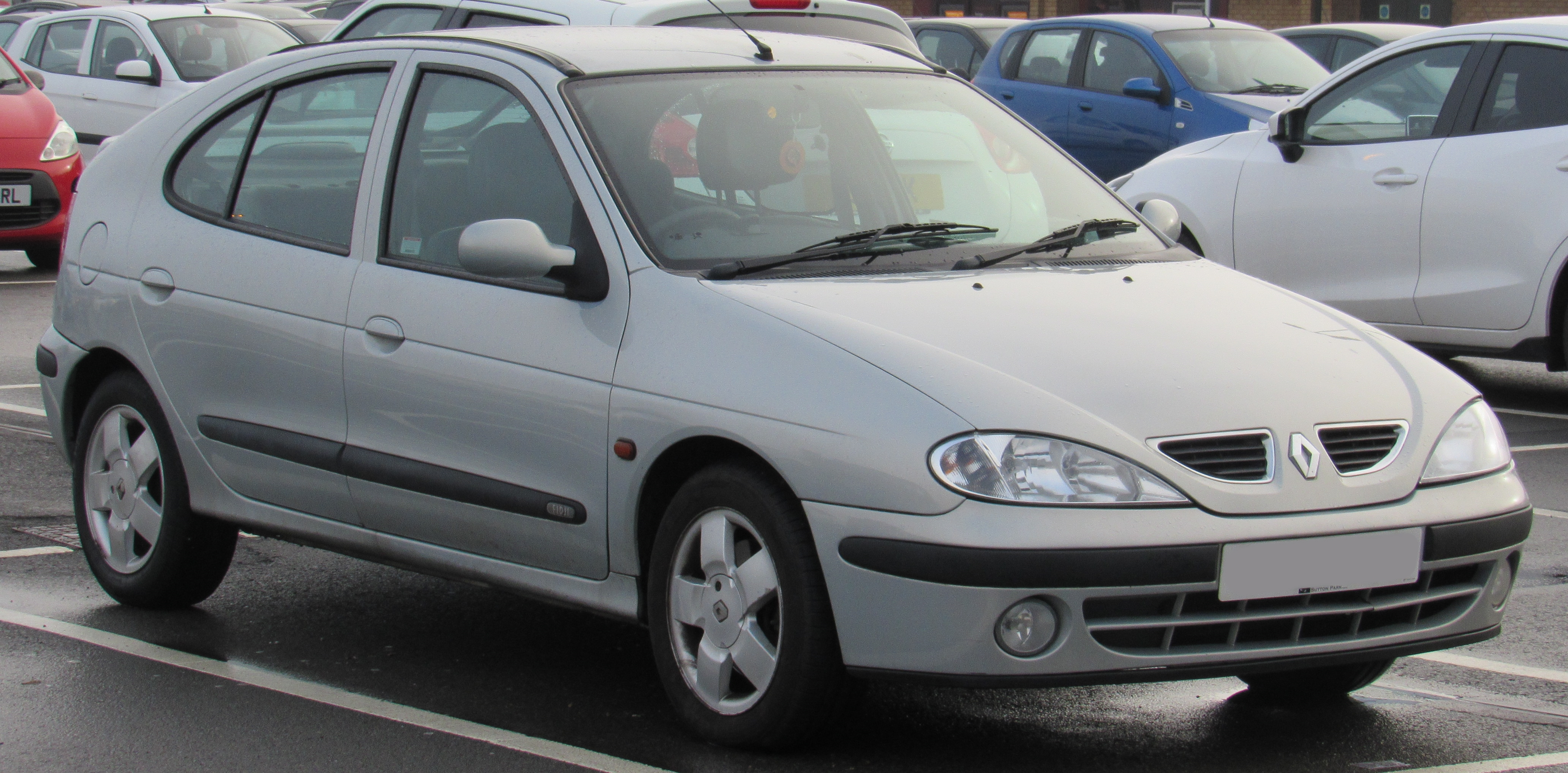
Renault Mégane I, facelift

Renault Mégane byl na trh uveden v roce 1995 ve dvou verzích, pětidveřový hatchback a dvoudveřové kupé. Následující rok bylo uvedeno MPV Renault Mégane Scénic (po faceliftu již pouze Scénic). V roce 1997 byla řada rozšířena o model sedan, zároveň začala automobilka nabízet kabriolet odvozený od kupé. Faceliftem prošla modelová řada v roce 1999, nabídka karosářských variant se rozrostla o kombi označené Grandtour, vyráběné v Turecku.

### Motory

#### Zážehové
- 1.4/51 kW
- 1.4 e/55 kW
- 1.4 16v/70 kW
- 1.6/55 kW
- 1.6 e/66 kW
- 1.6 16v/79 kW
- 1.8 16v/85 kW
- 2.0/84 kW
- 2.0 IDE/103 kW
- 2.0/108 kW 143 k

#### Vznětové
- 1.9 D/47 kW
- 1.9 dT/66 kW
- 1.9 dTi/59 kW
- 1.9 dTi/72 kW
- 1.9 dCi/100 HP

### Silné a slabé stránky vozu

#### Silné stránky
- relativně nízké ceny nových i ojetých vozů
- originální design exteriéru a interiéru
- bezpečnost (1. generace získala čtyři hvězdičky v crash testu, 2. generace plných pět hvězdiček)[zdroj?]
- bezklíčové startování pomocí karty a tlačítka (až v 2 generaci)

#### Slabé stránky
- nižší spolehlivost palubní elektroniky [zdroj?]
- nižší odolnost některých mechanických dílů (zavěšení kol, vstřikovací trysky apod.)[zdroj?]
- méně prostoru na zadních sedadlech (Mégane hatchback a Mégane coupé)

#### Možné závady
- občas spadnou skla dveří
- chybová hlášení řídící jednotky
- vadné zapalovací cívky u zážehových motorů
- závady převodovky
- pískání brzd
- fatální závady původních dieselů (těsnění pod hlavou, blok motoru)
- nachytané železné špony na indukční senzor (senzor otáček), auto pak nechce startovat v důsledku změny indukčnosti senzoru, který dává "falešné" signály jednotce - stačí očistit

## Druhá generace

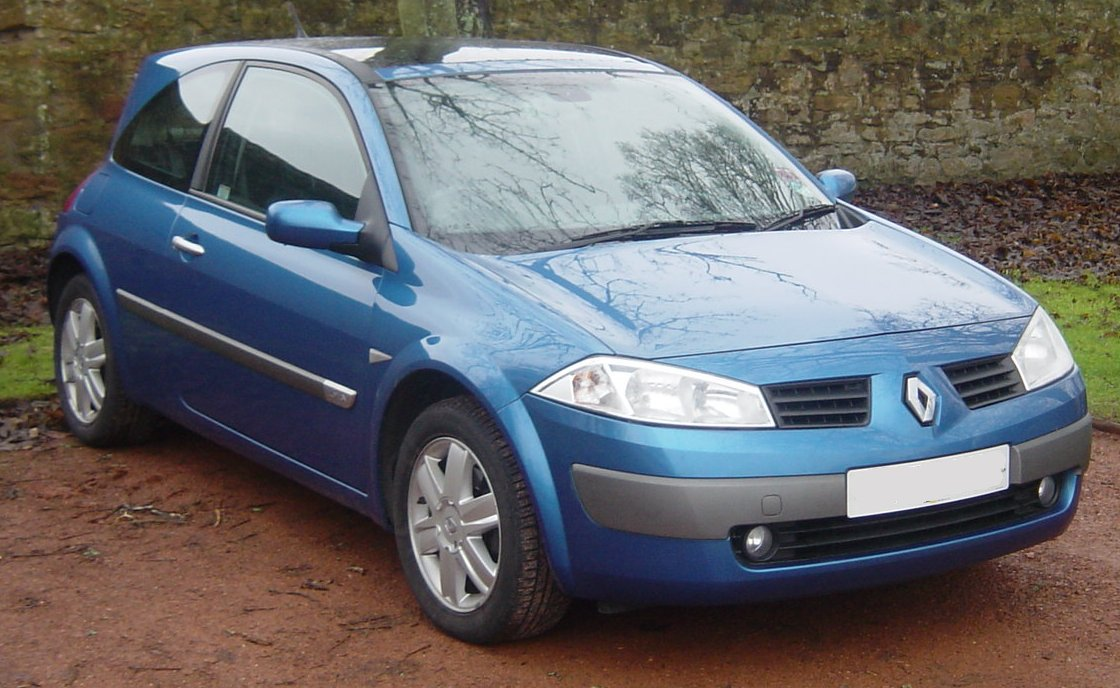
Mégane II, přední část

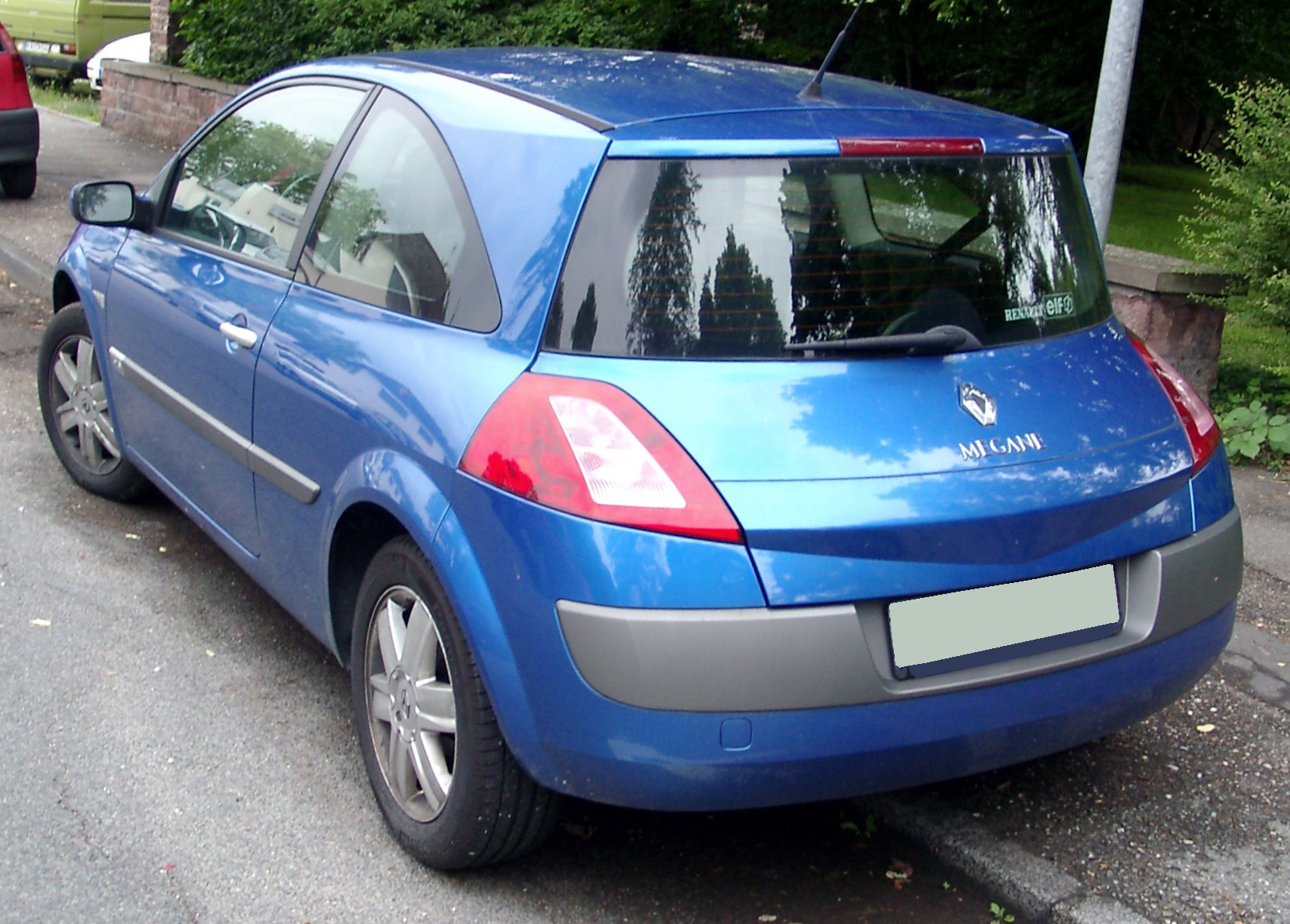
Mégane II, zadní část hatchback

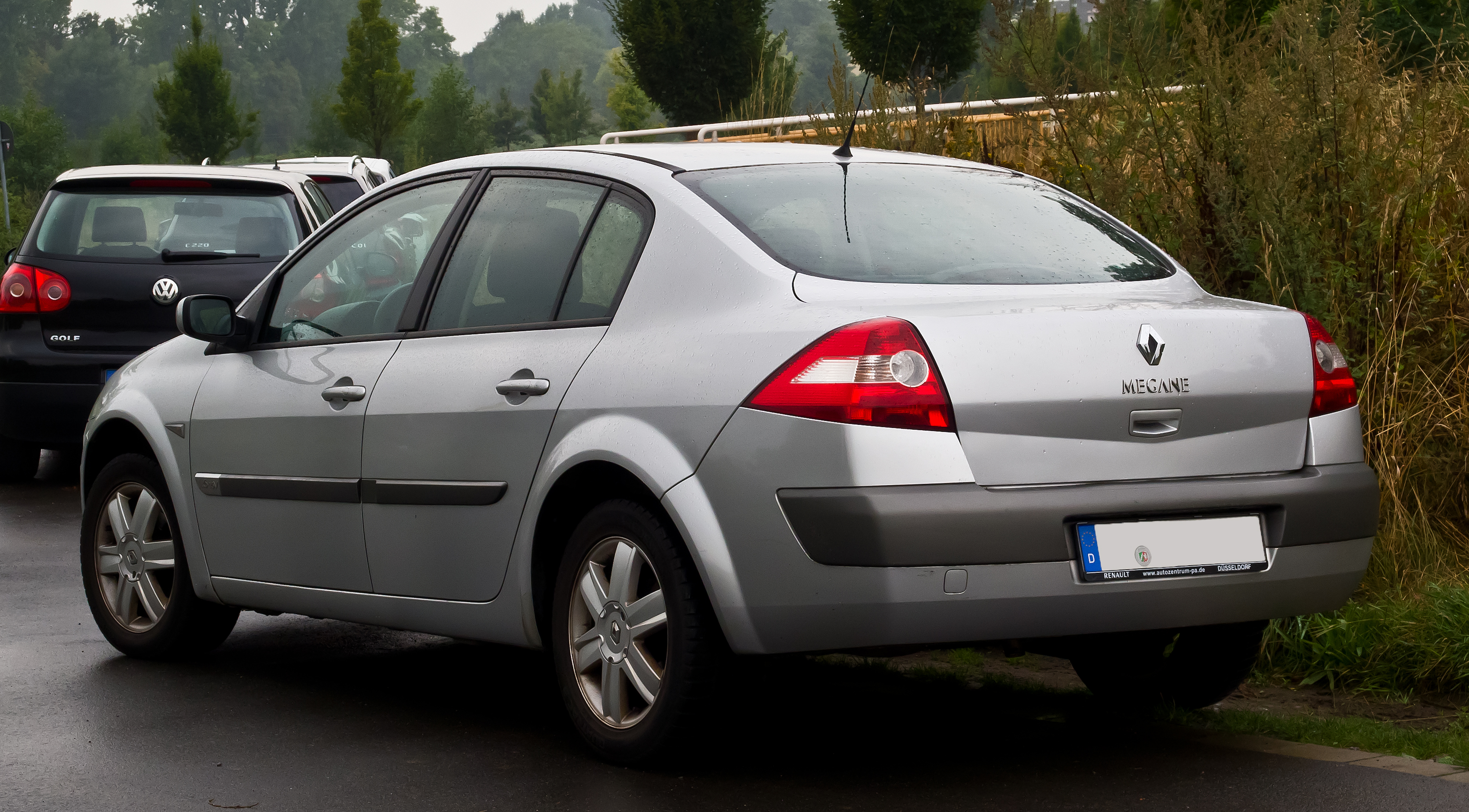
Mégane II, zadní část sedan

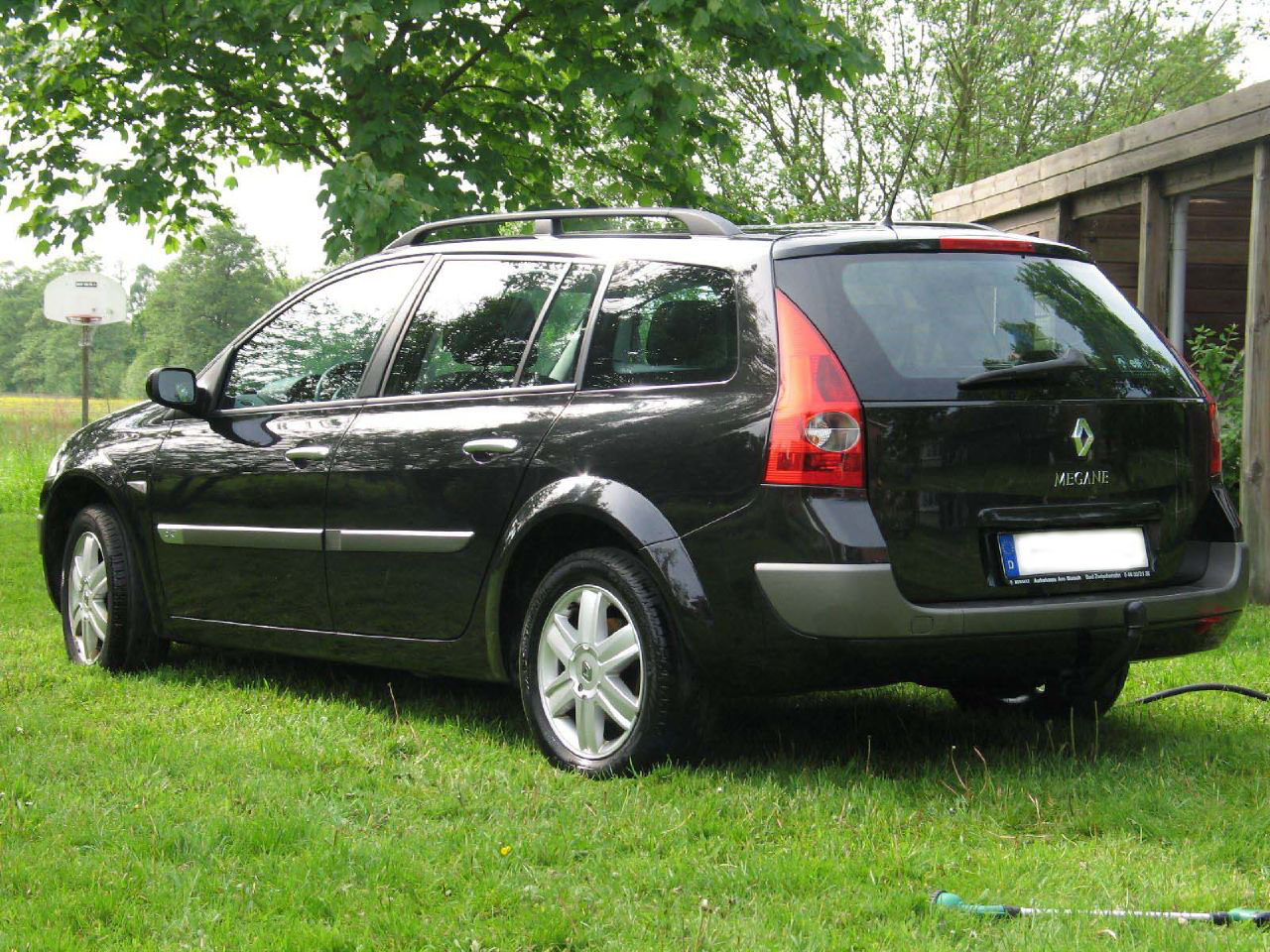
Mégane II, zadní část kombi

Druhá generace byla vyráběna v letech 2002-2008 v karosářských variantách 3 a 5dveřový hatchback, 4dveřový sedan, 5dveřové kombi Grandtour a Mégane CC, modernizovaná varianta kupé-kabrioletu s kovovou panoramatickou skládací střechou. S předchozí generací měla společné pouze jméno, design byl pojat zcela odlišně a vycházel z avantgardních modelů Avantime nebo Vel Satis.[zdroj?] Prodejním číslům vládly všechny verze kromě 3 a 5dveřového hatchbacku, veřejnost nepřijala hlavně tvar zádě inspirovaný již zmíněnými modely.[zdroj?]

### Mégane Trophy
Mégane Trophy je závodní speciál vyvinutý společností Renault Sport Technologies. Vůz je postaven na trubkovém podvozku. Pohání ho motor V6 24V o objemu 3,5 litru a výkonu 320 koní. Ten byl převzat z modelů Vel Satis a Espace. Vůz byl připraven pro evropské soutěže v roce 2005.
Design vychází ze sériového modelu, ale aerodynamické prvky připomínají šampionát DTM. Vůz je vybaven polosekvenční převodovkou s řazením na volantu. Poměr váhy ku výkonu činí 2,9 kg/k.

### Motory

#### Zážehové
- 1.4/60 kW
- 1.4/72 kW
- 1.6 16V/83 kW
- 1.6 16V/82 kW
- 2.0/99 kW
- 2.0 T/120 kW
- 2.0 T RS/165 kW

#### Vznětové
- 1.5 dCi/60 kW
- 1.5 dCi/63 kW
- 1.5 dCi/74 kW
- 1.5 dCi/78 kW
- 1.9 dCi/66 kW
- 1.9 dCi/81 kW
- 1.9 dCi/88 kW
- 1.9 dCi/96 kW
- 2.0 dCi/110 kW
- 2.0 dCi RS/127 kW 165 k

## Třetí generace

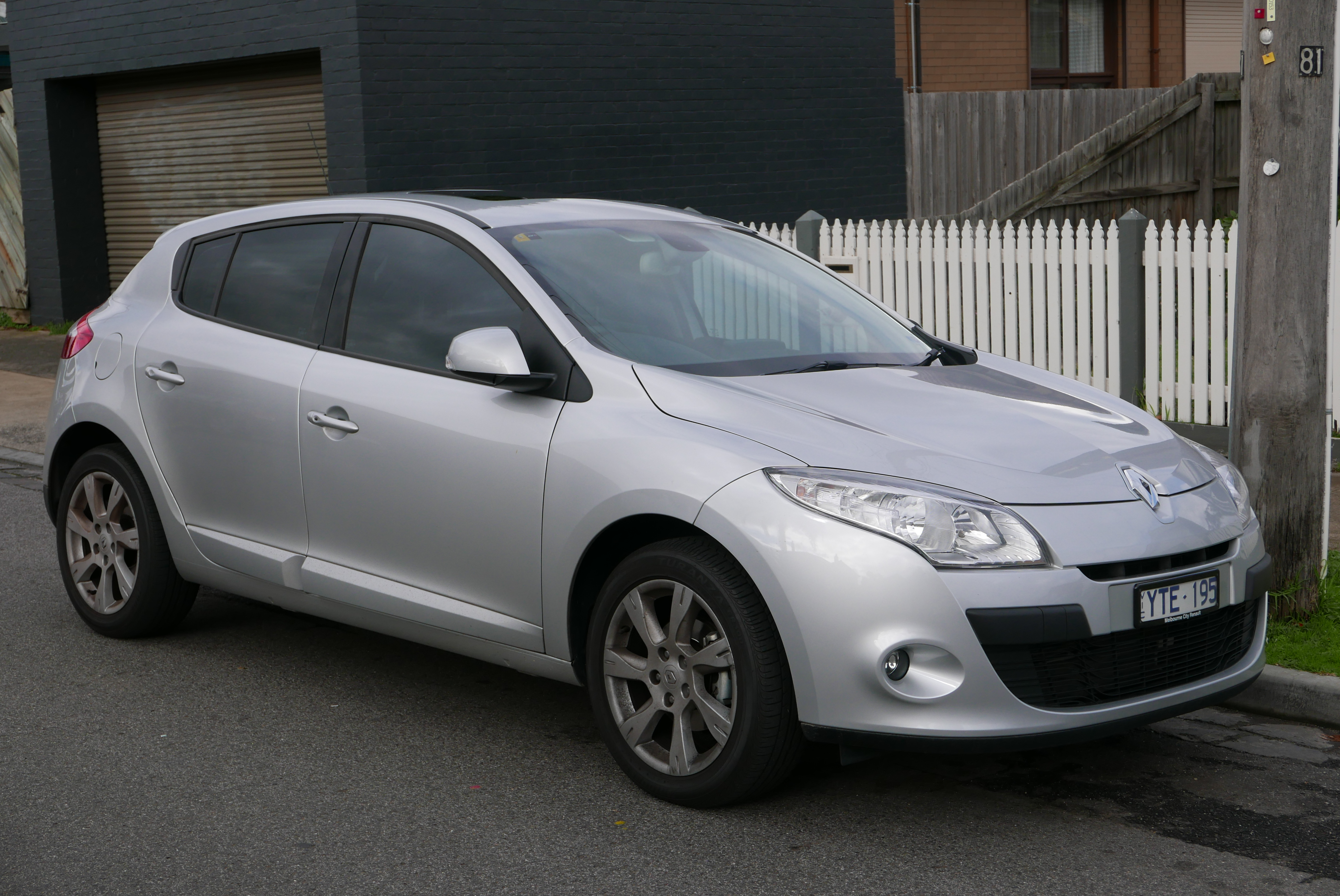
Renault III, přední část

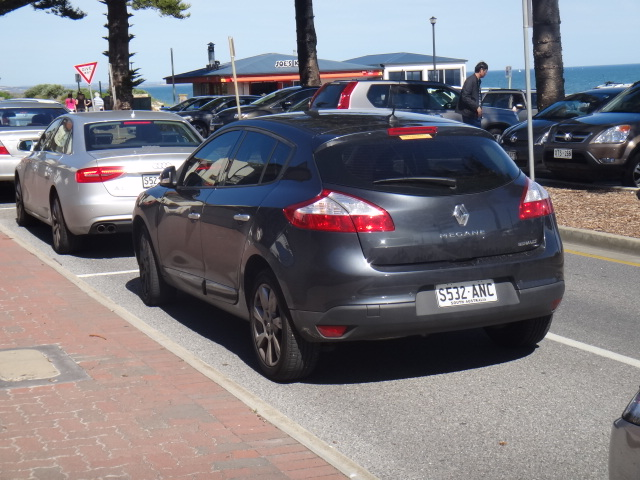
Renault III, zadní část hatchback

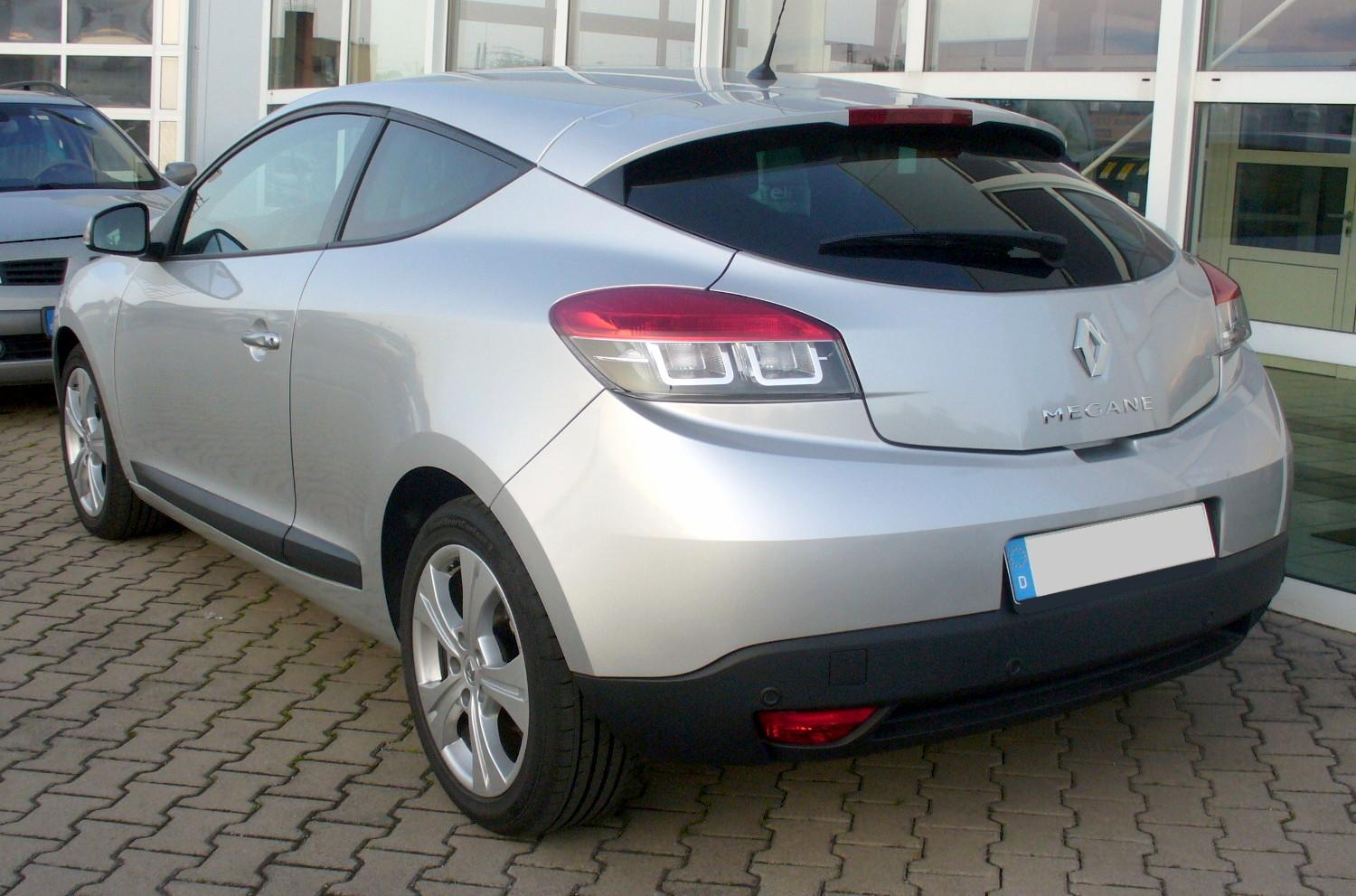
Renault III, zadní část kupé

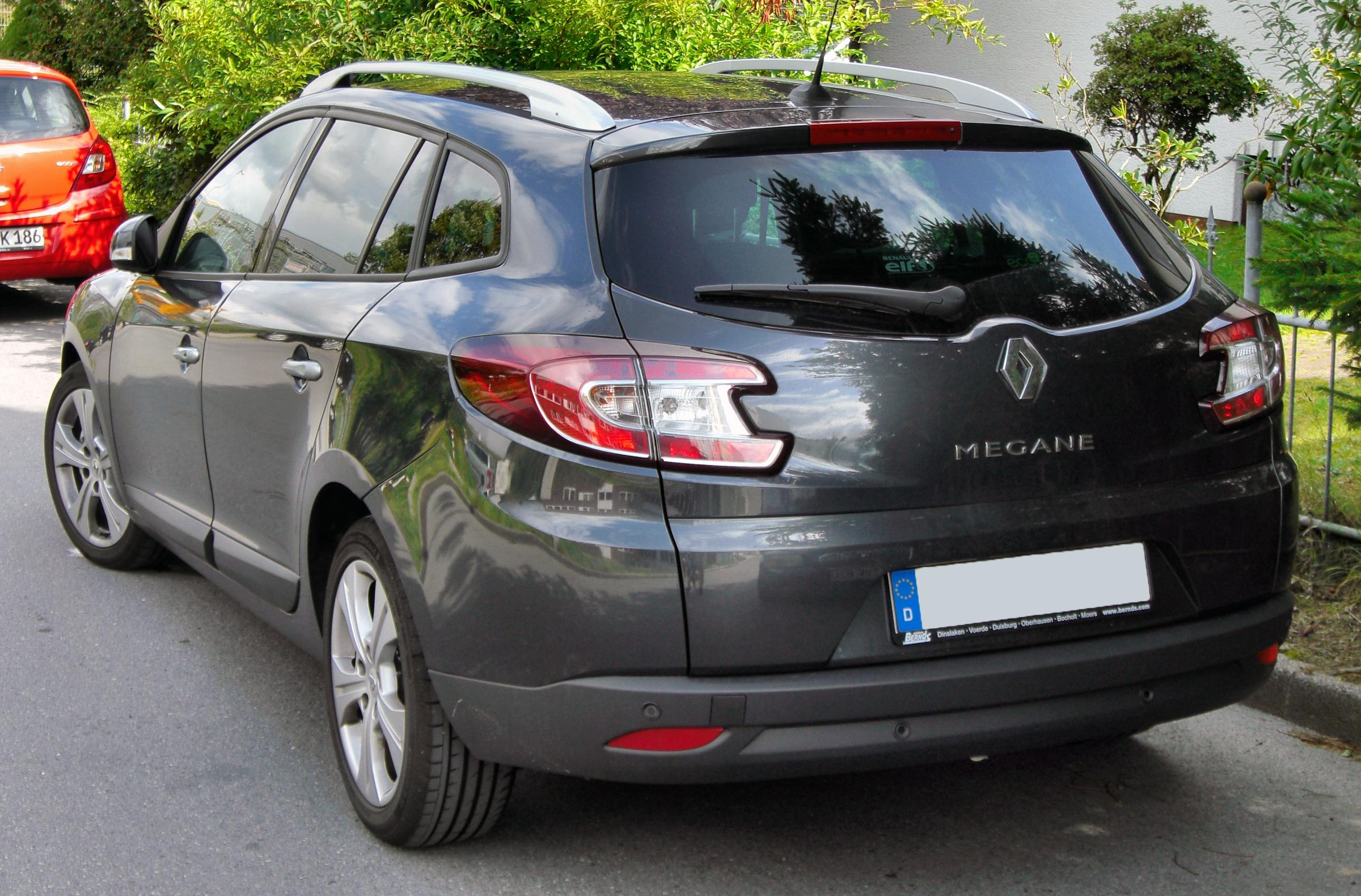
Renault III, zadní část kombi

Třetí generace vozu Renault Mégane byla uvedena na trh ve 4. čtvrtletí roku 2008. Vyráběla se v karosářských variantách 5dveřový hatchback a kupé. V červnu 2009 byla řada rozšířena o 5dveřové kombi.

### Motory

#### Zážehové
- 1.4 TCe/96 kW (od 2010 do 2012)
- 1.2 Tce/85 kW (do 3/2012)
- 1.2 [1198 cm³] Energy Tce/85 – 86 kW (od faceliftu roku 2012)
- 1.2 [1198 cm³] Energy Tce/96 kW (od faceliftu roku 2014)
- 1.6 16V/74 kW
- 1.6 16V/81 kW
- 2.0 TCe/132 kW (pro normalni modely, i pro GT)
- 2.0 TCe/140 kW (pouze pro GT)
- 2.0 TCe/162 kW (verze GT220, od roku 2014)
- 2.0 TCe/184 kW (verze RS)
- 2.0 TCe/194 kW (verze RS)
- 2.0 TCe/202 kW (verze RS – Trophy)

#### Vznětové
- 1.5 dCi/66 kW
- 1.5 dCi/78 kW
- 1.5 dCi/81 kW (6 manuál nebo dvojspojková automatická převodovka)
- 1.9 dCi/96 kW
- 1.6 dCi/96 kW
- 2.0 dCi/110 kW (jen s automatickou převodovkou)
- 2.0 dCi/118 kW

### Renault Fluence
Renault Fluence je čtyřdveřový sedan založený na modelu Mégane třetí generace, čímž de facto nahrazuje verzi Mégane sedan. Firma se maximálně snažila designově odlišit Fleunce od modelu Mégane III[zdroj?] a vydává ho tak za samostatný model. Prodává se s motory 1.6 16V 81 kW/110 k a 1.5 dCi ve dvou výkonech 63 a 78 kW/85 a 105 k, od podzimu 2010 s výkony 66 a 81 kW/90 a 110 k a filtrem pevných částic FAP, od února 2011 i s motorem 2.0 16V 103 kW/140 k. Větší motory do výroby firma neplánuje, protože by jinak z marketingového hlediska mohl Fluence ohrozit prodeje většího modelu střední třídy Laguna.[zdroj?] V Jižní Koreji je tento model znám pod názvem Samsung SM3.[zdroj?]

## Čtvrtá generace

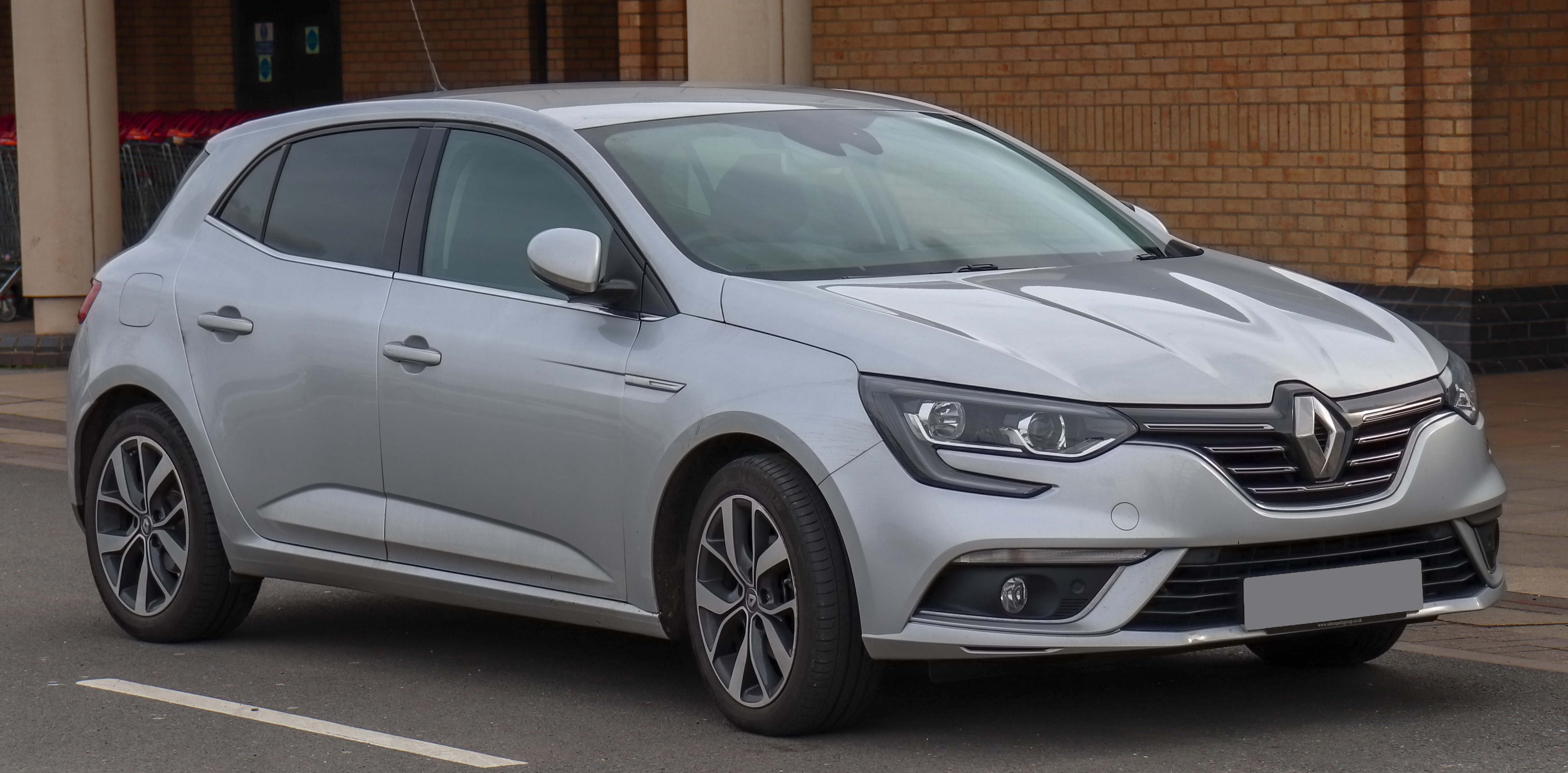
Renault IV, přední část

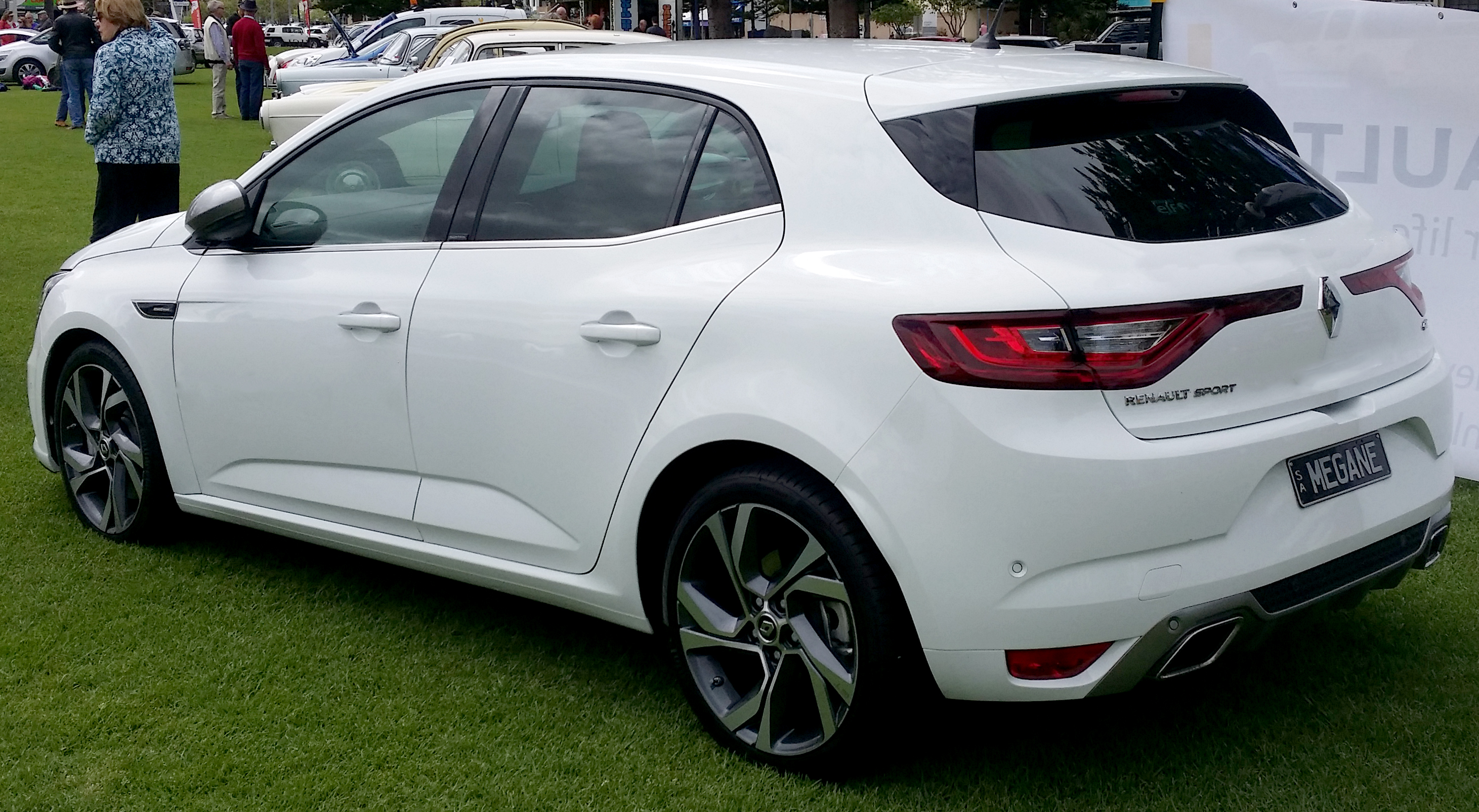
Renault IV, zadní část hatchback

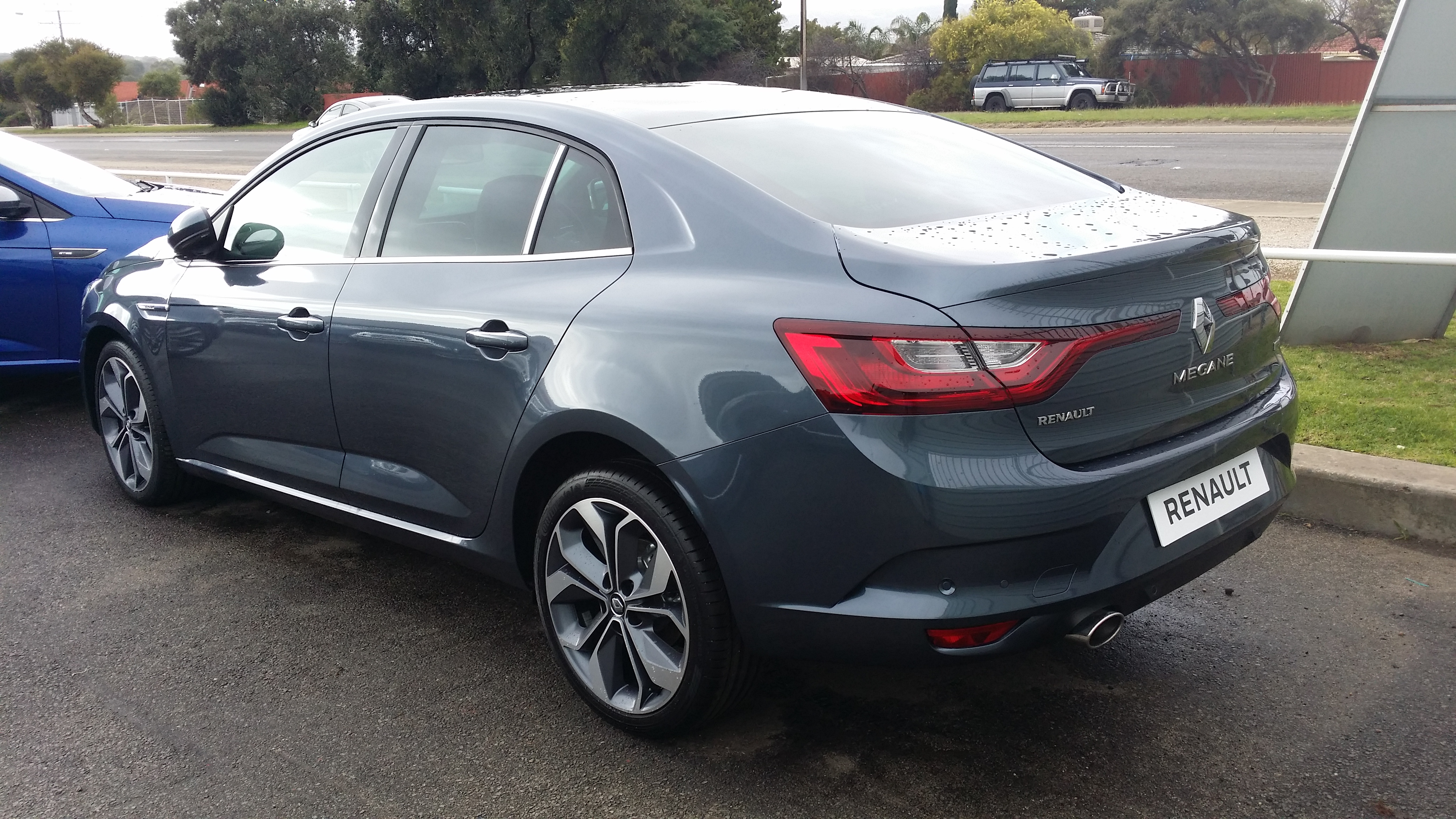
Renault IV, zadní část sedan

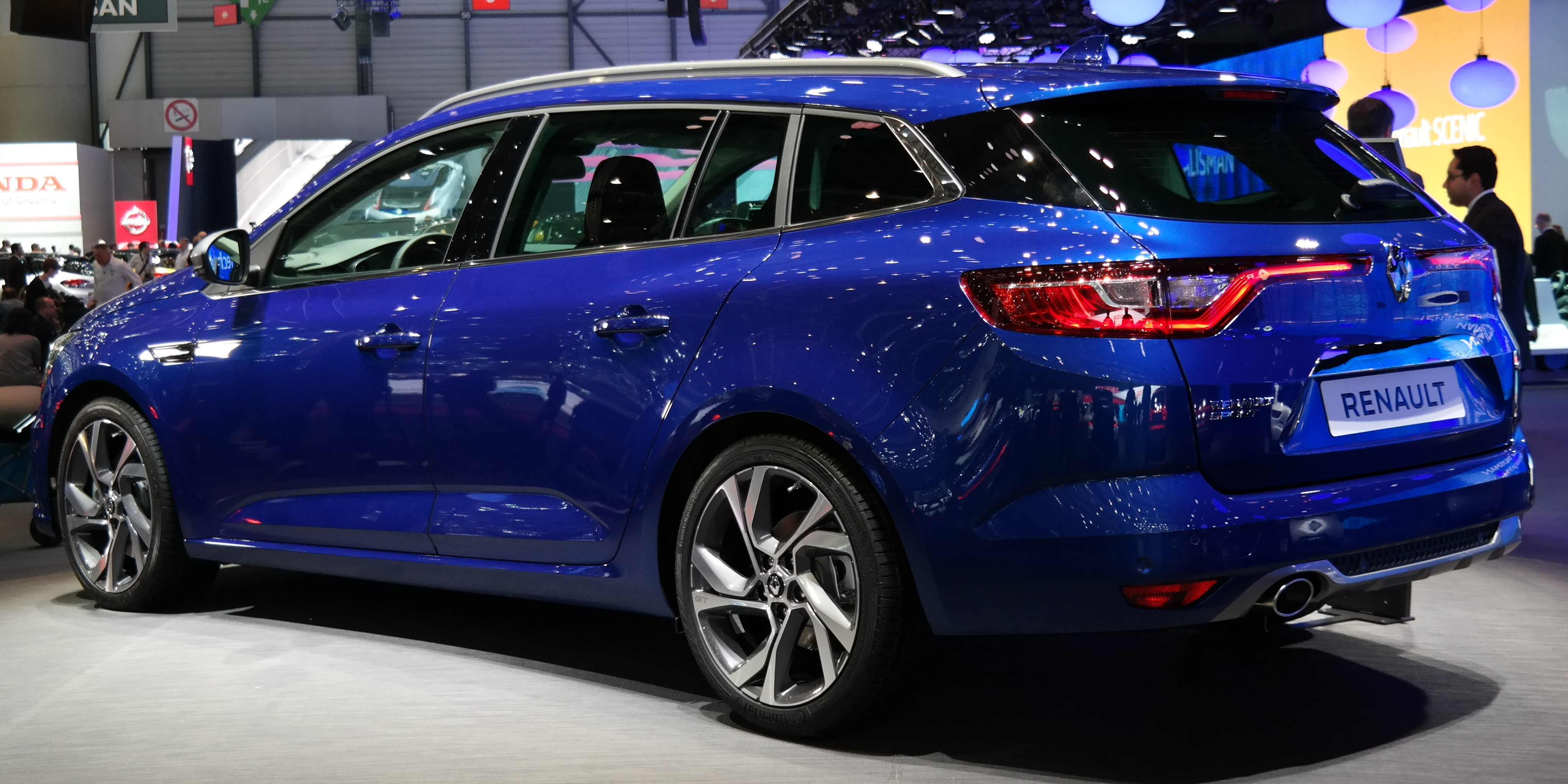
Renault IV, zadní část kombi

Čtvrtá generace byla představena ve Frankfurtu na jaře 2015, do prodeje byla uvedena na jaře 2016. Čtvrtá generace znamenala revoluci v kvalitě zpracování a výbavě na palubě. U tohoto vozu je poprvé patrná designová návaznost na předchozí model (v předchozích generacích se vždy jednalo o designový převrat). Tato generace, stejně jako model Talisman, sází na výrazný design s velkým logem na masce, ve které se skrývá radar se světelným podpisem ve tvaru C. Velmi výrazná je také záď, jíž dominují podlouhlá, vodorovně zasazená světla, která dělí logo. Poprvé je automobil možné vybavit systémem 4Control, tedy natáčením všech čtyř kol, sloužícím ke snadnějšímu manévrování. V malých rychlostech se zadní kola natáčejí na opačnou stranu než přední a ve vyšších rychlostech se pak zadní kola natáčejí ve stejném směru. Vůz je vybaven bezklíčovým ovládáním s tlačítkem start, automatickým zamykáním a sklápěním zrcátek pro případ, kdy se klíče ocitnou v dostatečné vzdálenosti od vozu, dále adaptivním tempomatem, systémem hlídání chodců, automatických brzděním a systémem opouštění jízdního pruhu. V nárazových testech EuroNCAP obdržela tato generace 5 hvězdiček.[zdroj?]
Vozy jsou vyráběny ve variantách hatchback (Dynamique), sedan (Intens Saloon) a kombi (GrandTour). Renault Mégane GT je nová sportovní verze.

### Interiér
Interiéru dominuje svisle usazený tablet o úhlopříčce 8,7“, který slouží k obsluze vozu. Tablet je vybaven multimediálním systémem R-LINK 2, jež umožňuje nastavení jízdních režimů, ovládání audia a ambientního osvětlení interiéru a vizuální přizpůsobení přístrojového štítu. Novinkou jsou odvětrávaná sedadla s masážní funkcí. V nižších výbavách je k dispozici menší, horizontálně instalovaný displej.

### Benzinové jednotky
- 1,6 SCe, 115 koní, 156 Nm, pětistupňový manuál
- 1,2 TCe, 130 koní, 205 Nm, EDC6 (šestistupňový manuál (?))
- 1,4 TCe, 140 koní, šestistupňový manuál
- 1,6 TCe, 150 koní, šestistupňový manuál
- 1,6 TCe, 200 koní, 260 Nm, EDC7 (verze Mégane GT)

- 1,8 TCe, 280 koní, Megane RS

- 1,8 TCe, 300 koní, Megane RS Trophy

### Naftové jednotky
- 1,5 dCi, 95 koní, 245 Nm, šestistupňový manuál
- 1,5 dCi, 110 koní, 260 Nm, šestistupňový manuál
- 1,6 dCi, 130 koní, 320 Nm, šestistupňový manuál
- 1,6 dCi, 160 koní, 380 Nm, EDC6

## Ve sportu

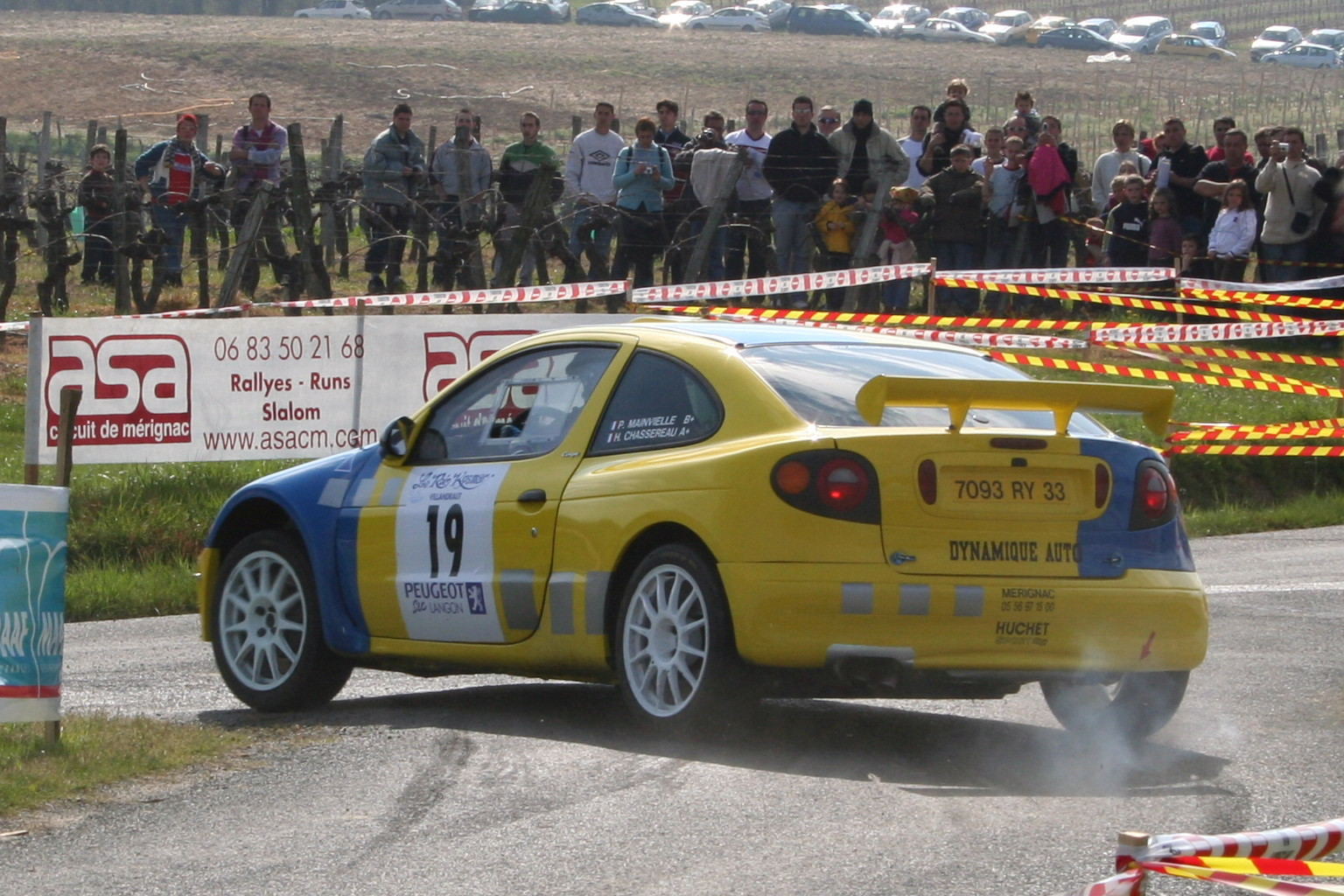
Mégane Maxi

Vozy Renault Mégane byly upraveny pro okruhové závody a rallye. Jeden ze speciálů se účastnil Rallye Dakar 2007.

### Renault Mégane Maxi
Renault Mégane Maxi byl speciál z let 1996-1997 postavený pro rallye ve třídě Kit Car. Poháněl ho motor o objemu 1995 cm3, který dosahoval výkonu 280 koní a točivého momentu 258 Nm. Celý vůz vážil 1000 kg. Technicky vycházel z vozu Renault Clio, vylepšena byla kvalita podvozku. Jednalo se o první vůz v kategorii, který používal systém kontroly trakce. Proběhly také testy viskózní spojky.[zdroj?]
Mégane Maxi se stalo vítězem Evropského mistrovství, národních šampionátů v Belgii a dvou národních šampionátů ve Velké Británii. Ve Francii titul neobdržel, navzdory vítězství Philippe Bugalskiho na Korsice. První start proběhl na Vauxhall rally Wales.[zdroj?]